# Fünf-Brüder-Eiche

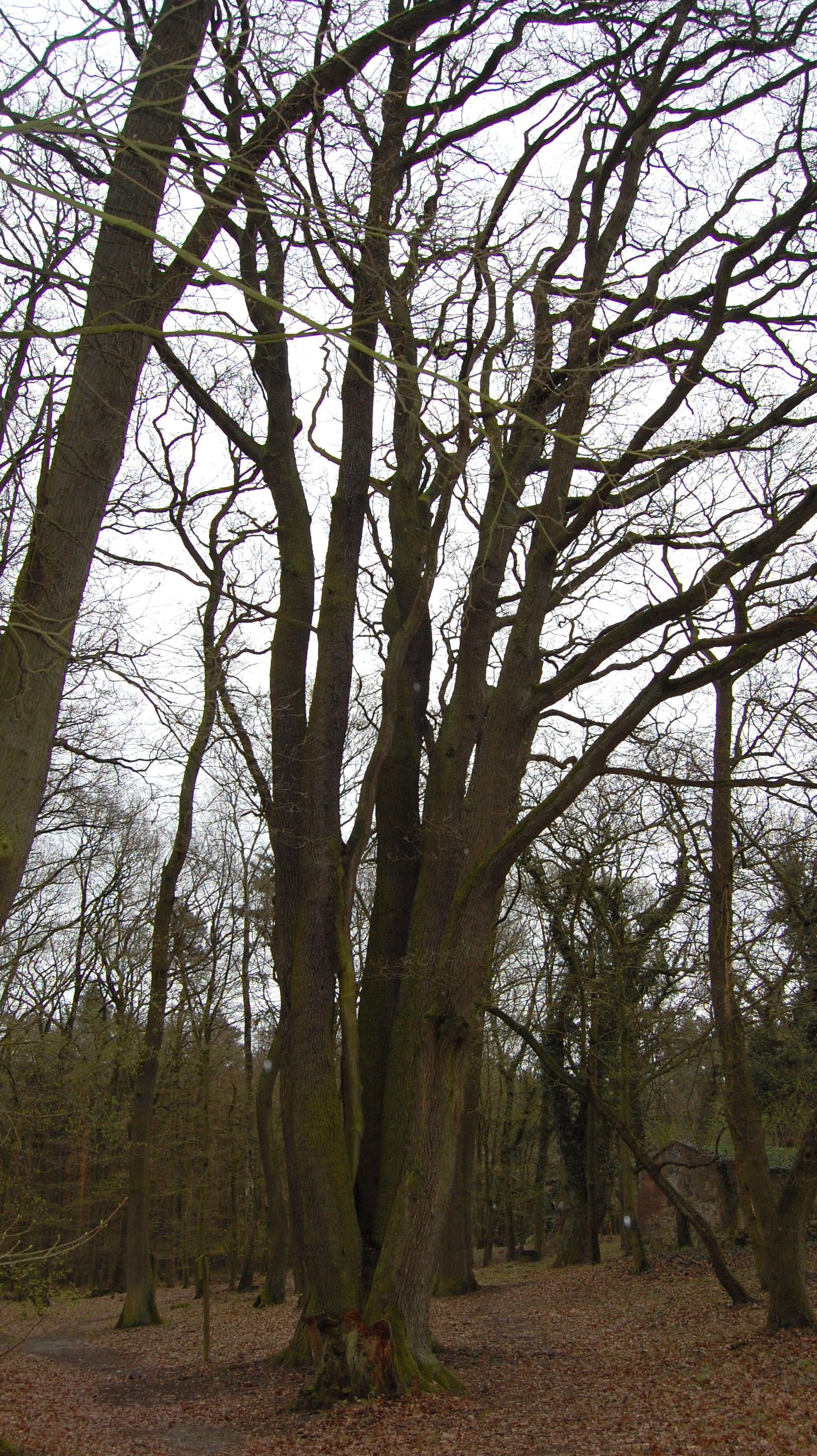
Fünf-Brüder-Eiche, April 2012

Die Fünf-Brüder-Eiche ist eine als Naturdenkmal ausgewiesene Eiche nördlich des Forsthauses Barsberge südöstlich der Stadt Seehausen (Altmark) in der Altmark in Sachsen-Anhalt.
Der Name der Eiche dürfte auf den Umstand zurückgehen, dass der Baum sich kurz über den Erdboden in fünf größere Stämme verzweigt, wobei einer zwischenzeitlich abgestorben ist (Stand 2012). Das Alter des Baums wird an einer Tafel vor dem Baum mit 130 Jahren angegeben; allerdings ist das Alter des Schildes selbst nicht vermerkt. Der Baum dürfte im 19. Jahrhundert gewachsen sein. Um 1900 war die Eiche der Mittelpunkt einer kleinen Parkanlage, die zur im Forsthaus Barsberge untergebrachten Ausflugsgaststätte gehörte.